# Mezoneuron schlechteri
Espèce
Synonymes
- Caesalpinia schlechteri Harms[2]

Statut de conservation UICN

 LC  : Préoccupation mineure
Mezoneuron schlechteri est une espèce de plantes à fleurs du genre Mezoneuron et de la famille des Fabaceae.
C'est une espèce endémique à la Nouvelle-Calédonie.